# Marcia Morey
Marcia Morey (Estados Unidos, 14 de agosto de 1955) es una nadadora estadounidense retirada especializada en pruebas de estilo braza, donde consiguió ser medallista de bronce mundial en 1975 en los 100 metros estilo braza.

## Carrera deportiva
En el Campeonato Mundial de Natación de 1975 celebrado en Cali (Colombia), ganó la medalla de bronce en los 100 metros estilo braza, con un tiempo de 1:15.00 segundos, tras la alemana Hannelore Anke  que batió el récord del mundo con 1:12.72 segundos, y la neerlandesa Wijda Mazereeuw  (plata con 1:14.29 segundos).

## Vida personal
Morey es lesbiana.